# Charlotte Ander
Charlotte Ander, född 14 augusti 1902 i Berlin, Kejsardömet Tyskland, död 5 augusti 1969 i Västberlin, Västtyskland, var en tysk skådespelare. Ander medverkade i nära 70 filmer.

## Filmografi, urval
- 1929 – Natten tillhör oss
- 1930 – Endast du...
- 1931 – Till polisens förfogande
- 1932 – Grevinnan Maritza